# Sachiro Toshima
Sachiro Toshima (戸嶋 祥郎 Toshima Sachiro?), född 26 september 1995 i Saitama prefektur, är en japansk fotbollsspelare.
Toshima började sin karriär 2018 i Albirex Niigata. Han spelade 66 ligamatcher för klubben. 2020 flyttade han till Kashiwa Reysol.